# Liste der Straßennamen von Boxberg (Baden)

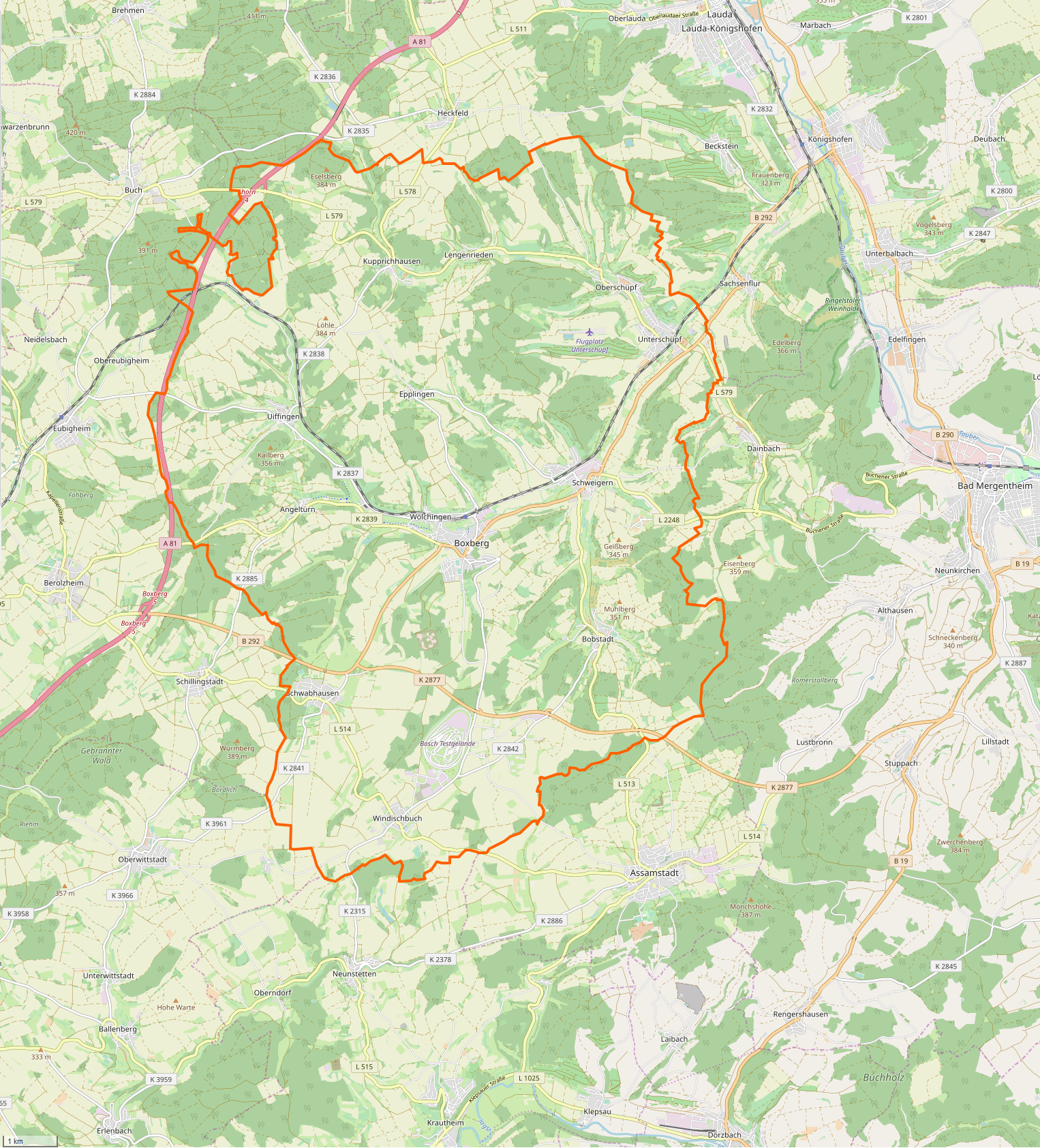
Gemarkung und Lage der Stadt Boxberg

Wappen der Stadt Boxberg

Diese Liste der Straßennamen von Boxberg zeigt die Namen der aktuellen und historischen Straßen, Gassen, Wege und Plätze der Stadt Boxberg im Main-Tauber-Kreis und deren Stadtteile (Angeltürn, Bobstadt, Epplingen, Kupprichhausen, Lengenrieden, Oberschüpf, Schwabhausen, Schweigern, Uiffingen, Unterschüpf, Windischbuch und Wölchingen) sowie deren Namensherkunft, Namensgeber oder Bedeutung, sofern bekannt.
Der Artikel ist Teil der übergeordneten Liste der Straßennamen im Main-Tauber-Kreis. Die Liste erhebt keinen Anspruch auf Vollständigkeit.
| Rad- und Wanderwege – Einzelnachweise – Weblinks |

## A

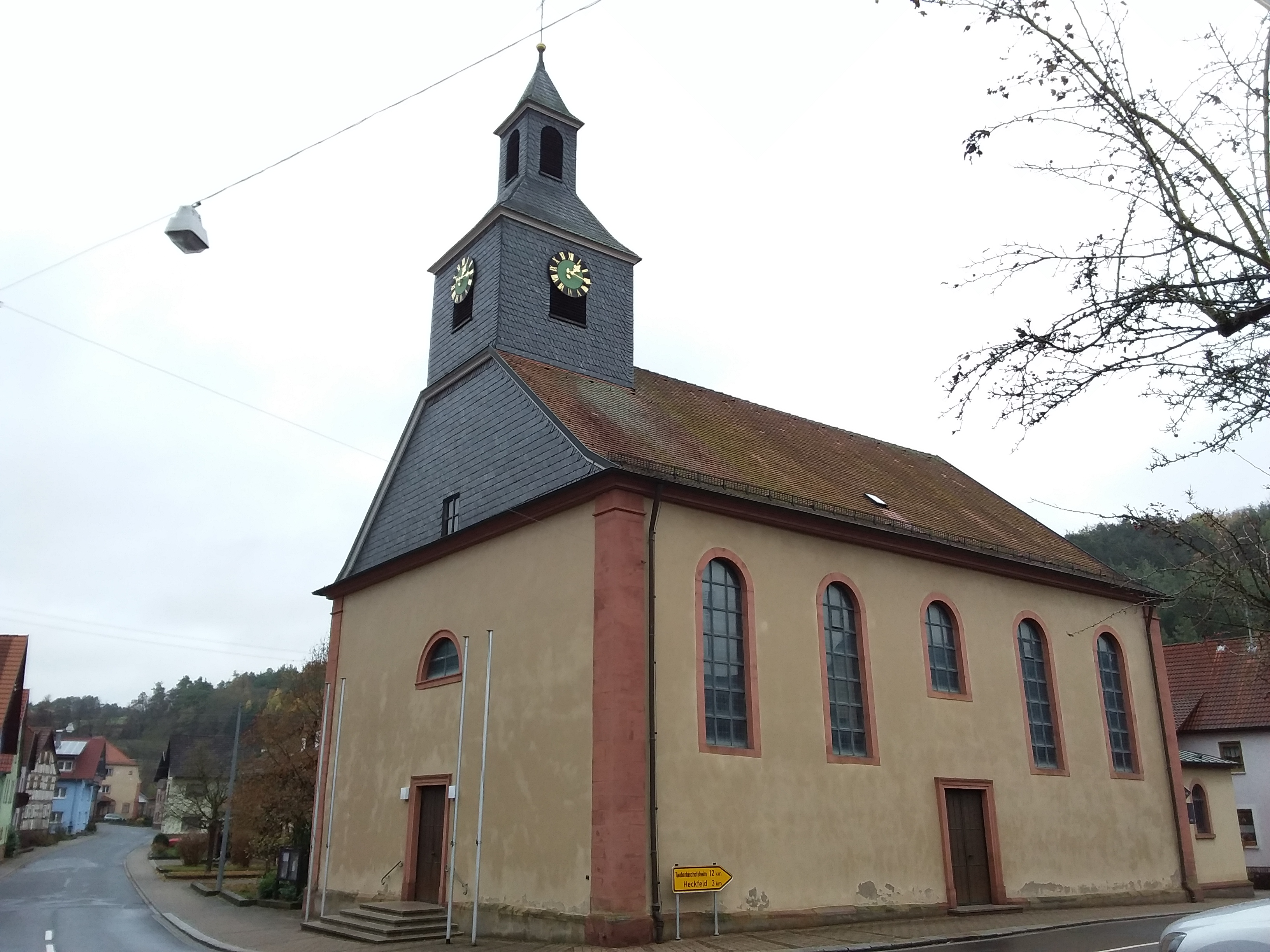
Allerheiligenkirche Kupprichhausen, Ahornstraße 12

- A 81 –  Die Bundesautobahn 81 (von Würzburg bis Gottmadingen) verläuft zwischen den Anschlussstellen „Ahorn“ und „Boxberg“ durch Teile des Gemeindegebiets von Boxberg. Die Anschlussstelle 4 („Ahorn“) der A 81 liegt kurioserweise auf der Gemarkung des Boxberger Stadtteils Kupprichhausen.[2] Die Anschlussstelle 5 („Boxberg“) liegt hingegen auf der Gemarkung von Ahorn-Schillingstadt.[3] Die Anschlussstellen Dreieck Würzburg-West (Anschlussstelle 1) und Gerchsheim (Anschlussstelle 2) liegen beide auf der Gemarkung der unterfränkischen Gemeinde Kist im Landkreis Würzburg.[4] Die erste Anschlussstelle im Main-Tauber-Kreis liegt in Tauberbischofsheim (Anschlussstelle 3).[5]
- Adelbert-Hofmann-Straße – im Stadtteil Schweigern, liegt an der Firma Hofmann Menü
- Ahornstraße – im Stadtteil Kupprichhausen, davor und danach als L 579
- Am Beutig – im Stadtteil Uiffingen
- Am Brücklein – im Stadtteil Schweigern
- Am Brunnenhaag
- Am Graben – im Stadtteil Schweigern
- Am Hühnergarten
- Am Kreuzstein – im Stadtteil Windischbuch
- Am See – im Stadtteil Angeltürn
- Am Seesberg – im Stadtteil Schweigern
- Amalienweg – im Stadtteil Epplingen
- Amselweg
- Amtsvogt-Fiedler-Straße
- An den Gützäckern
- An der Dell – im Stadtteil Schweigern
- An der Schwemm
- Anschlussstelle Ahorn – Diese Anschlussstelle der A 81 befindet sich kurioserweise auf der Gemarkung von „Boxberg“-Kupprichhausen. Die folgende Anschlussstelle Boxberg liegt hingegen auf der Gemarkung von „Ahorn“-Schillingstadt; siehe auch Liste der Straßennamen von Ahorn (Baden).
- Assamstadter Straße – im Stadtteil Windischbuch, danach als L 514, in Richtung der Gemeinde Assamstadt
- Aubstraße – im Stadtteil Bobstadt
- Austraße – im Stadtteil Angeltürn

## B

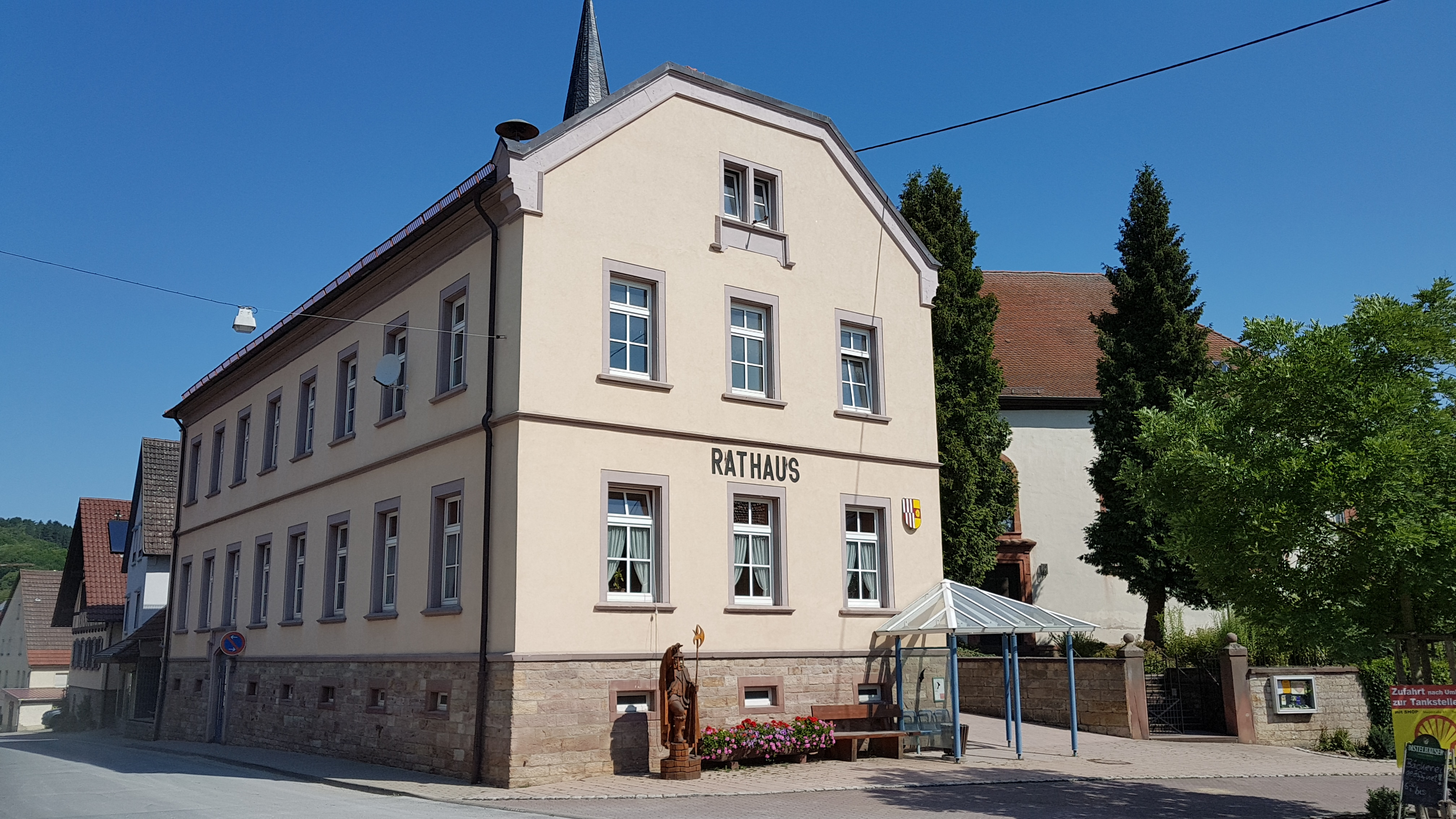
Rathaus Schweigern, Bahnhofstraße 2

- B 292 – In den Stadtteilen Unterschüpf, Schweigern, Boxberg und Schwabhausen; nach Schwabhausen Anbindung an die A 81; vor Unterschüpf über Sachsenflur und Königshofen Anbindung an die B 290
- Bachgasse – im Stadtteil Schweigern
- Badstubenweg – im Stadtteil Schweigern
- Bahnhofstraße – im Stadtteil Schweigern
- Ballenberger Weg
- Baulandstraße – im Stadtteil Schwabhausen, durch die Lage des Ortes im Naturraum Bauland
- Bergstraße – im Stadtteil Bobstadt
- Berolzheimer Straße – im Stadtteil Uiffingen in Richtung des Ahorner Ortsteils Berolzheim
- Billweg – im Stadtteil Uiffingen
- Birkenhof – im Stadtteil Oberschüpf
- Birkenwald – im Stadtteil Windischbuch
- Birkenweg
- Bobstadter Straße – im Stadtteil Bobstadt, davor und danach als L 513
- Börzel – am Wohnplatz Börzel
- Brauereiweg
- Brückenweg – im Stadtteil Lengenrieden
- Brückenweinberg – im Stadtteil Kupprichhausen
- Brühlstraße – im Stadtteil Uiffingen
- Brunnengasse – im Stadtteil Unterschüpf
- Buchenweg
- Burgwaldstraße – im Stadtteil Oberschüpf
- Bürgweg
- Bürtleinsweg

## C
- Christian-Weigand-Straße

## D
- Dainbacher Straße – im Stadtteil Bobstadt
- Darrenweg – im Stadtteil Epplingen
- Dienheimstraße – im Stadtteil Unterschüpf
- Drosselweg

## E
- Eckstraße – im Stadtteil Bobstadt
- Edelfrauwiesen – im Stadtteil Kupprichhausen
- Eichenweg – im Stadtteil Schwabhausen
- Emilie-Geißler-Straße
- Epplinger Straße – im Stadtteil Epplingen, davor und danach als K 2839
- Eschenweg – im Stadtteil Windischbuch

## F
- Fasanenweg
- Finkenweg

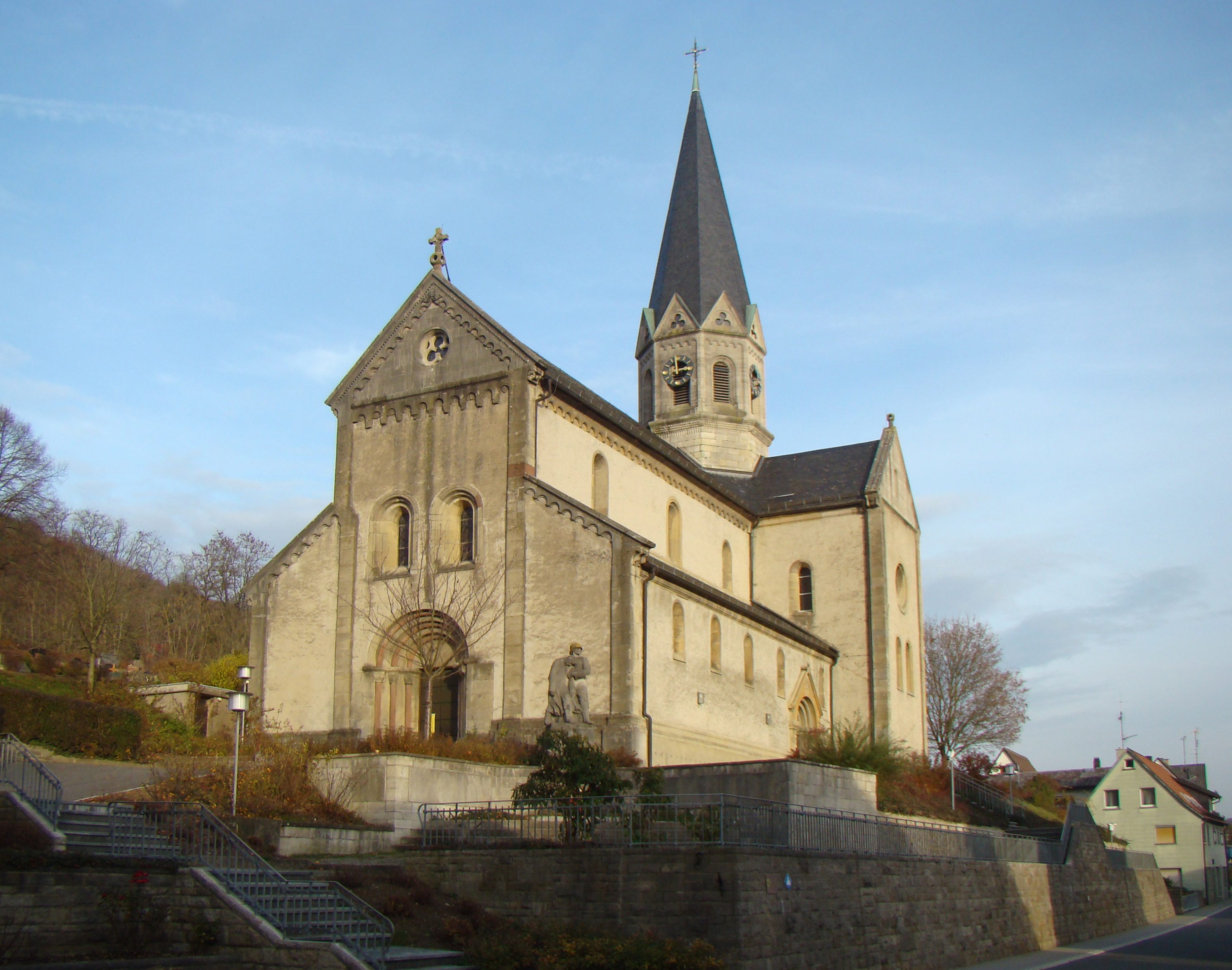
Der sogenannte Frankendom, Frankendomstraße 51

- Fischlingsgasse – im Stadtteil Schweigern
- Frankendomstraße
- Frankenstraße – im Stadtteil Unterschüpf
- Friedhofstraße – im Stadtteil Windischbuch
- Froschgasse – im Stadtteil Schwabhausen
- Fuggerstraße – im Stadtteil Unterschüpf

## G
- Gaisbachstraße
- Gartenweg – im Stadtteil Epplingen
- Gemmingenstraße – im Stadtteil Unterschüpf
- Gerbergasse – im Stadtteil Uiffingen
- Glockenstraße – im Stadtteil Bobstadt
- Grabengasse – im Stadtteil Oberschüpf
- Gräffinger Straße – vom Stadtteil Uiffingen zum Wohnplatz Gräffingen

## H
- Haagstraße – im Stadtteil Schweigern
- Hans-Weiher-Weg – im Stadtteil Schwabhausen
- Hasengasse
- Hatzfeldweg – im Stadtteil Unterschüpf
- Heckfelder Straße
- Heldenstraße – im Stadtteil Bobstadt
- Herrenbergweg
- Herrnmühle – im Stadtteil Oberschüpf
- Heßbach – im Stadtteil Bobstadt zum Wohnplatz Heßbach auf Bobstadter Gemarkung
- Hintere Gasse – im Stadtteil Epplingen
- Hitzgasse – im Stadtteil Lengenrieden
- Hof Gräffingen – am Wohnplatz Gräffingen zwischen den Stadtteilen Kupprichhausen und Uiffingen
- Hohenloher Weg – im Stadtteil Unterschüpf
- Höhenstraße – im Stadtteil Bobstadt
- Holleräcker
- Hühnerberg – im Stadtteil Epplingen

## I
- Im Grund – im Stadtteil Schwabhausen
- Industriestraße – im Stadtteil Schweigern

## J
- Jakob-Reichert-Straße
- Junkerholzweg – im Stadtteil Schwabhausen

## K

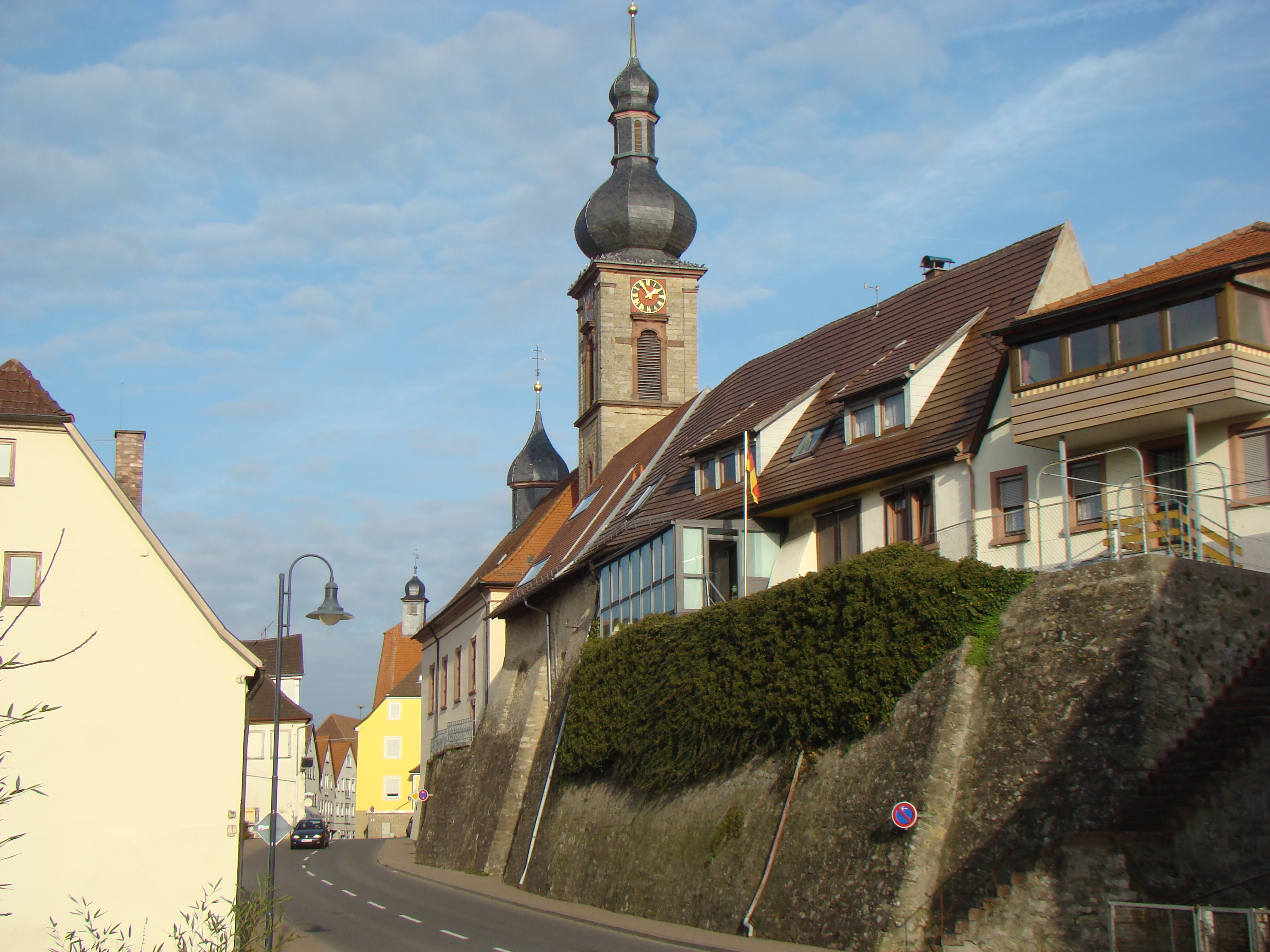
St. Aquilinus,
Kurpfalzstraße 10

- K 2837 – in den Stadtteilen Uiffingen, Wölchingen und Boxberg
- K 2838 – in den Stadtteilen Kupprichhausen und Uiffingen
- K 2839 – in den Stadtteilen Angeltürn, Boxberg, Epplingen und Schweigern
- K 2841 – im Stadtteil Schwabhausen
- K 2842 – in den Stadtteilen Bobstadt und Windischbuch
- Kappel – im Stadtteil Oberschüpf
- Kappelholzweg – im Stadtteil Schwabhausen
- Karl-Hofmann-Straße
- Keltenweg – im Stadtteil Unterschüpf
- Kieselteich – im Stadtteil Schweigern
- Kindergartenweg – im Stadtteil Schweigern
- Kirchenflürlein – im Stadtteil Windischbuch
- Kirchweg
- Kleine Au – im Stadtteil Schweigern
- Klingenweg – im Stadtteil Kupprichhausen
- Kronenstraße – im Stadtteil Angeltürn als Durchgangsstraße, davor und danach als K 2839
- Kurmainzweg – im Stadtteil Unterschüpf
- Kurpfalzstraße

## L
- L 513 – in den Stadtteilen Schweigern und Bobstadt
- L 514 – in den Stadtteilen Schwabhausen und Windischbuch
- L 578 – im Stadtteil Kupprichhausen
- L 579 – entlang des Schüpfbachtals in den Stadtteilen Kupprichhausen, Lengenrieden, Oberschüpf und Unterschüpf
- L 2248 – im Stadtteil Schweigern
- Lange Gasse – im Stadtteil Schweigern
- Lehmweg – im Stadtteil Schweigern
- Lengenrieder Straße – im Stadtteil Lengenrieden, davor und danach als L 579
- Lenzgasse – im Stadtteil Schwabhausen
- Lerchenberg – im Stadtteil Lengenrieden
- Lerchenweg
- Lindenrain
- Lindenweg – im Stadtteil Windischbuch
- Linkes Schöntal – im Stadtteil Schweigern (siehe auch: Rechtes Schöntal)
- Lohmühlenweg – im Stadtteil Schweigern

## M
- Mälzergasse

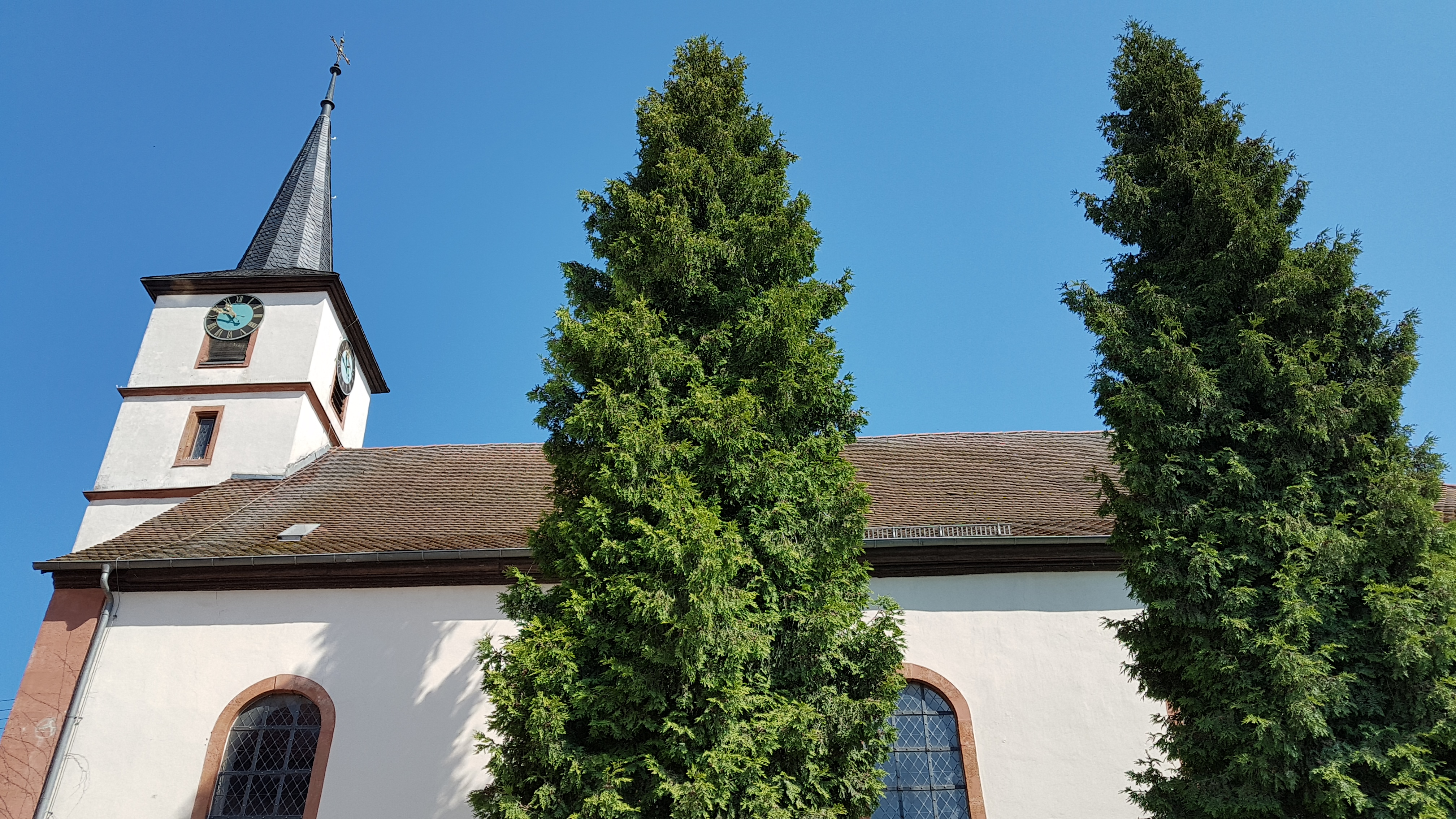
Evangelische Kirche Schweigern, Marktstraße 41

- Marktstraße – im Stadtteil Schweigern
- Max-Planck-Straße – im Stadtteil Windischbuch, am Bosch Testgelände
- Meisenweg
- Mittlere Gasse
- Mittlere Manggasse – im Stadtteil Schweigern (siehe auch: Obere Manggasse und Untere Manggasse)
- Mörschweg – im Stadtteil Schweigern
- Mühlbergstraße – im Stadtteil Unterschüpf
- Mühlhelde – im Stadtteil Schweigern
- Mühlweg – im Stadtteil Schweigern

## N
- Neckelstein – im Stadtteil Schweigern zum Wohnplatz Nickelstein (auch Neckelstein)
- Nelkenstraße – im Stadtteil Uiffingen
- Neuberg
- Neue Straße – im Stadtteil Schweigern
- Nötiggasse

## O
- Ob der Ziegelhütte
- Oberdorf – im Stadtteil Bobstadt (siehe auch: Unterdorf)
- Obere Gasse
- Obere Manggasse – im Stadtteil Schweigern (siehe auch: Mittlere Manggasse und Untere Manggasse)
- Obere Mauerstraße – im Stadtteil Oberschüpf (siehe auch: Untere Mauerstraße)
- Oelkörnlein – im Stadtteil Unterschüpf
- Ölmühlweg – im Stadtteil Uiffingen

## P
- Panoramaweg
- Parkweg
- Pfarrgasse – im Stadtteil Schweigern
- Planken
- Poststraße

## R
- Ramstalweg
- Rathausgasse
- Ravensteiner Straße – im Stadtteil Schwabhausen, in Richtung der Stadt Ravenstein im Neckar-Odenwald-Kreis
- Rechtes Schöntal – im Stadtteil Schweigern (siehe auch: Linkes Schöntal)
- Reißholzweg
- Rennig – im Stadtteil Schweigern
- Rennigweg – im Stadtteil Schweigern
- Riedweg – im Stadtteil Oberschüpf
- Robert-Bosch-Straße – im Stadtteil Windischbuch, benannt nach Robert Bosch, am Testgelände der Robert Bosch GmbH
- Römerstraße – im Stadtteil Unterschüpf
- Rondellweg
- Rosenbergweg – im Stadtteil Unterschüpf
- Rosenstraße – im Stadtteil Uiffingen
- Rudolf-Brand-Straße – im Stadtteil Lengenrieden
- Rudolf-Diesel-Straße – im Stadtteil Windischbuch, am Bosch Testgelände, benannt nach Rudolf Diesel

## S
- Sackgasse

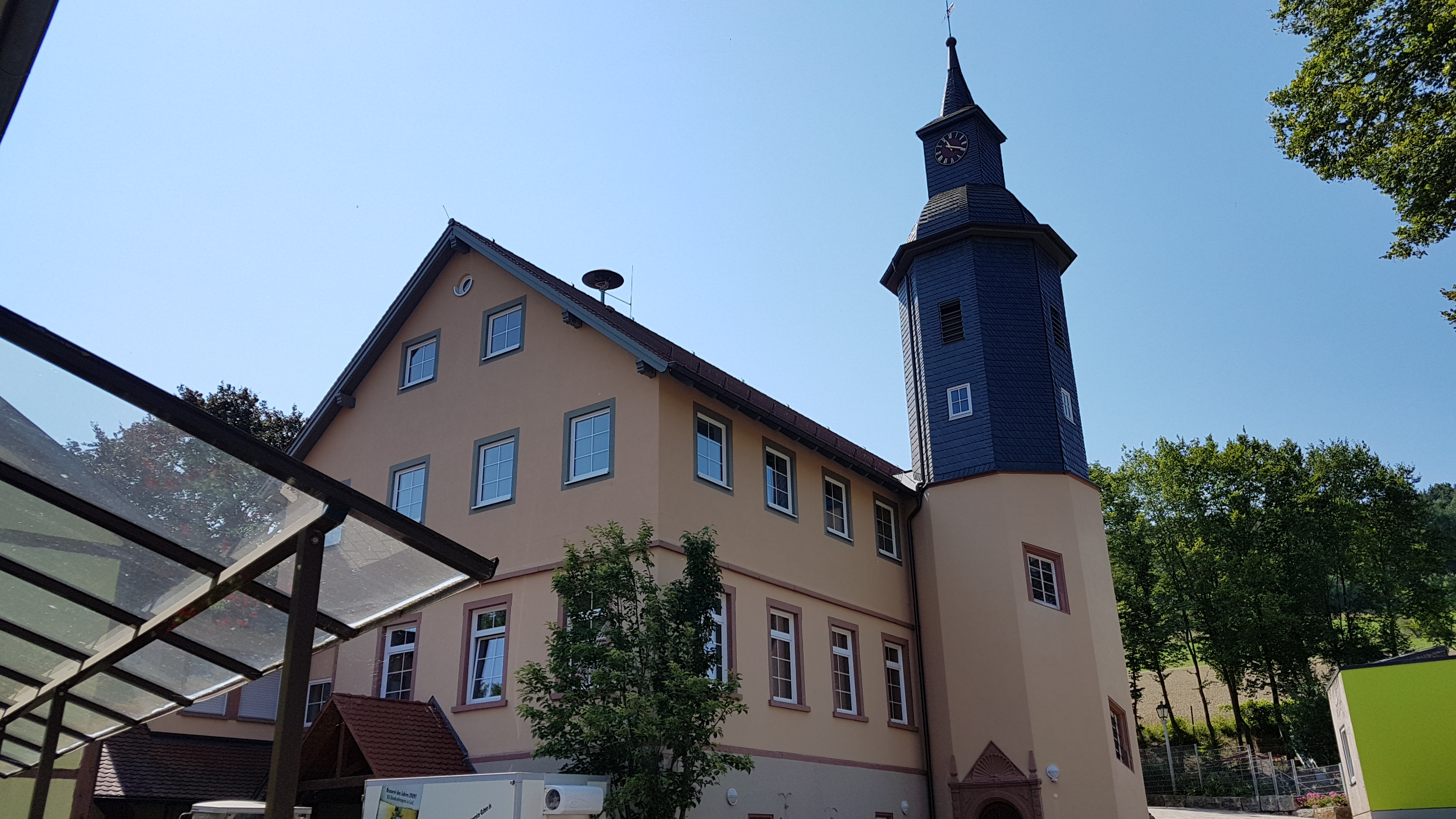
Schloss Oberschüpf, Schloßplatz 1

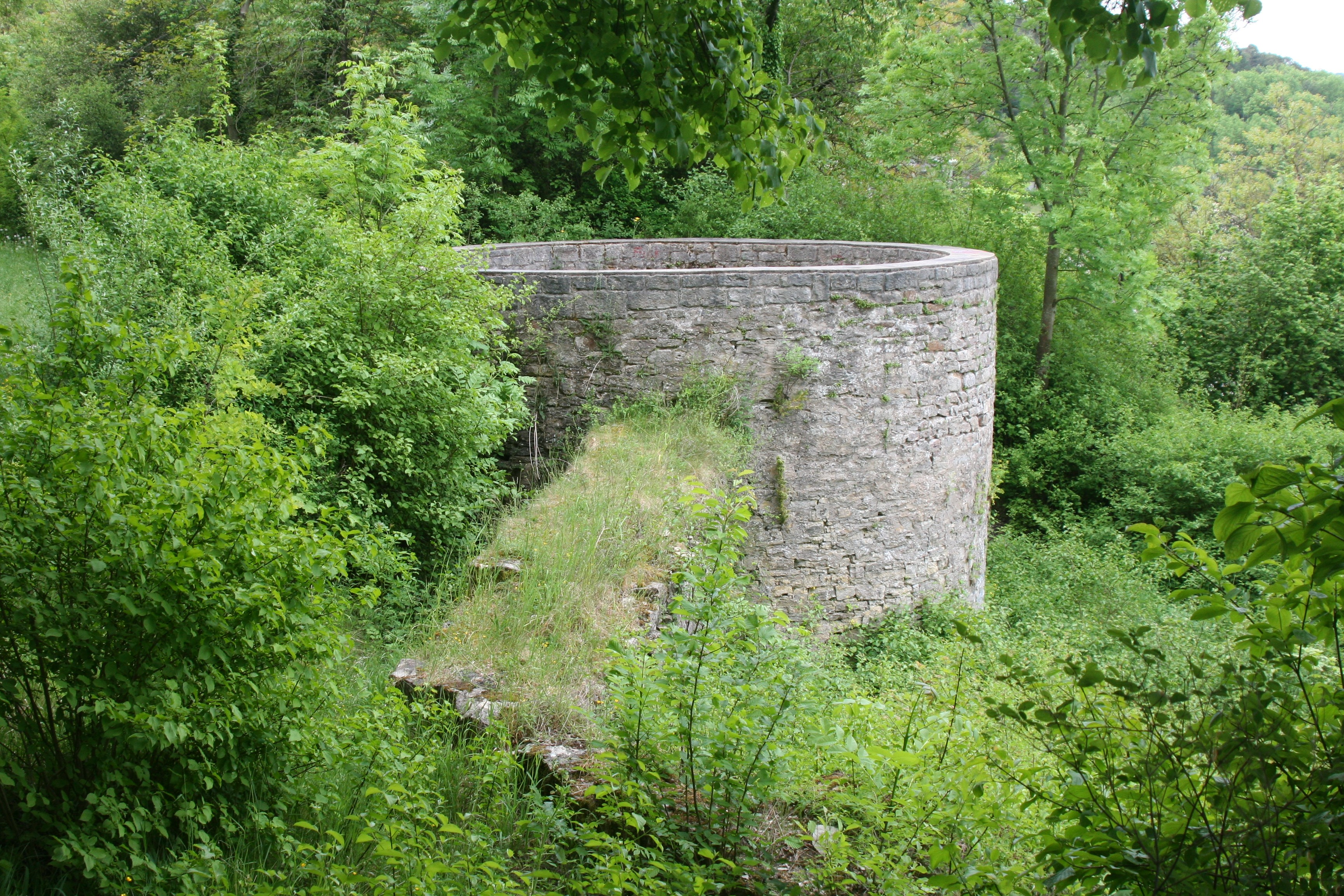
Burg Boxberg, Schloßweg

- Sandsteinweg – im Stadtteil Schweigern
- Schäferweg – im Stadtteil Windischbuch
- Scharfbachweg – im Stadtteil Uiffingen
- Schenken-von-Schüpf-Straße – im Stadtteil Unterschüpf
- Schloßhaag
- Schloßplatz – im Stadtteil Oberschüpf, benannt durch die Lage am Schloss Oberschüpf
- Schloßweg
- Schmale Gasse – im Stadtteil Kupprichhausen
- Schmiedestraße – im Stadtteil Kupprichhausen
- Schollhöfer Straße – im Stadtteil Windischbuch
- Schuhmacher Straße
- Schulstraße – im Stadtteil Schweigern
- Schwabhäuser Straße – im Stadtteil Schwabhausen, davor und danach als L 514
- Schwalbenweg – im Stadtteil Lengenrieden
- Seebuckel
- Seehof – am Wohnplatz Seehof, in der Nähe des Bosch Testgeländes
- Seehöfer Straße – im Stadtteil Windischbuch in Richtung des Wohnplatzes Seehof
- Siegelsberg – im Stadtteil Kupprichhausen
- Sonnenhalde – im Stadtteil Oberschüpf
- Sportplatzweg – im Stadtteil Schwabhausen
- St.-Kilians-Weg – im Stadtteil Schweigern, liegt an der katholischen St.-Kilians-Kirche
- Steigweg
- Steinbusch
- Steinstraße – im Stadtteil Angeltürn
- Stettenstraße – im Stadtteil Unterschüpf

## T

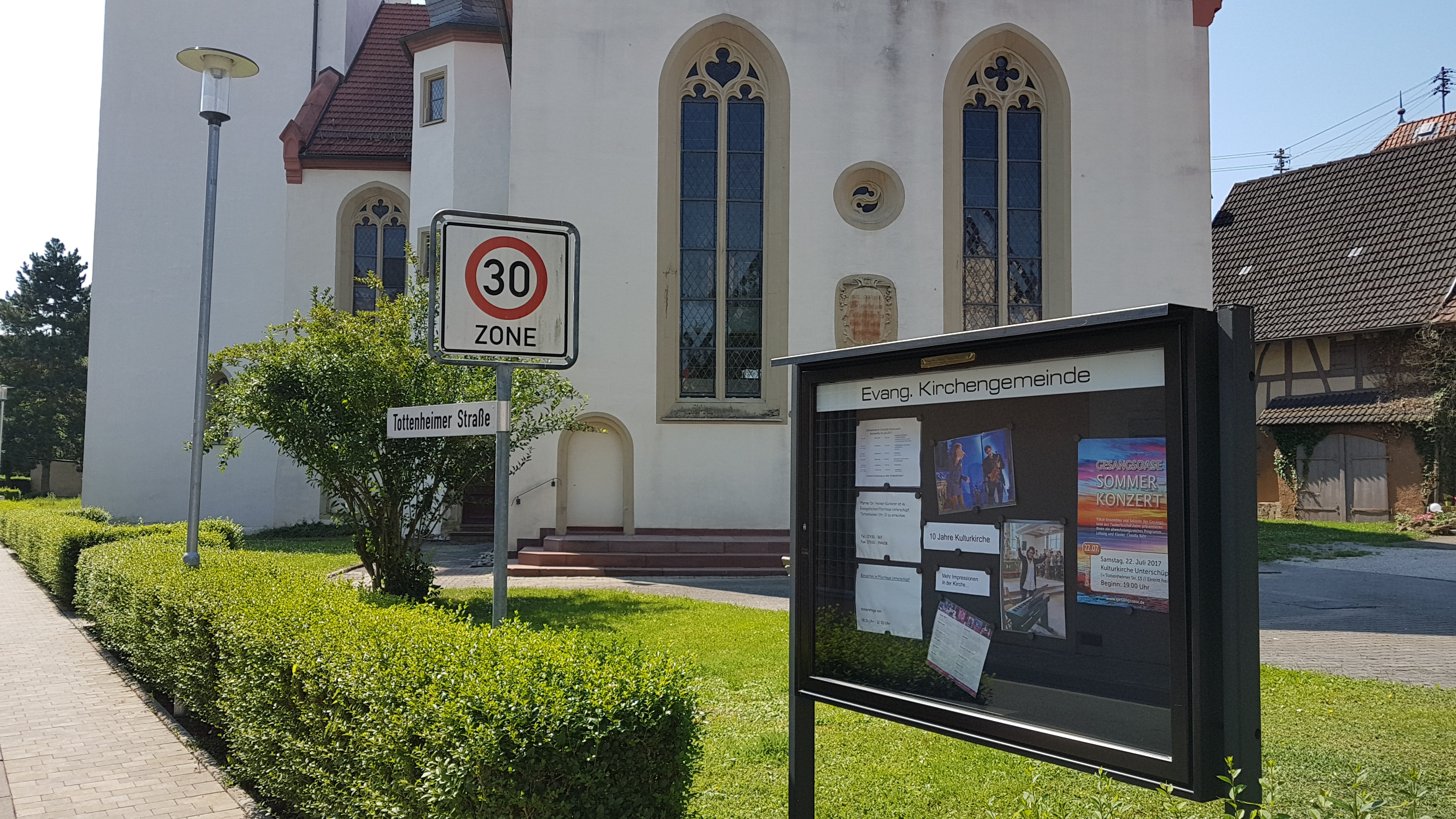
Evangelische Kirche Unterschüpf, Tottenheimer Straße 13a

- Talhof – am Wohnplatz Talhof auf der Gemarkung des Stadtteils Unterschüpf
- Talmühle – am Wohnplatz Talmühle auf der Gemarkung des Stadtteils Bobstadt, im Ursbachtal zwischen Bobstadt und Schweigern
- Talweg
- Tannenweg – im Stadtteil Schwabhausen
- Tonweg – im Stadtteil Schweigern
- Töpfergasse
- Tottenheimer Straße – im Stadtteil Unterschüpf

## U

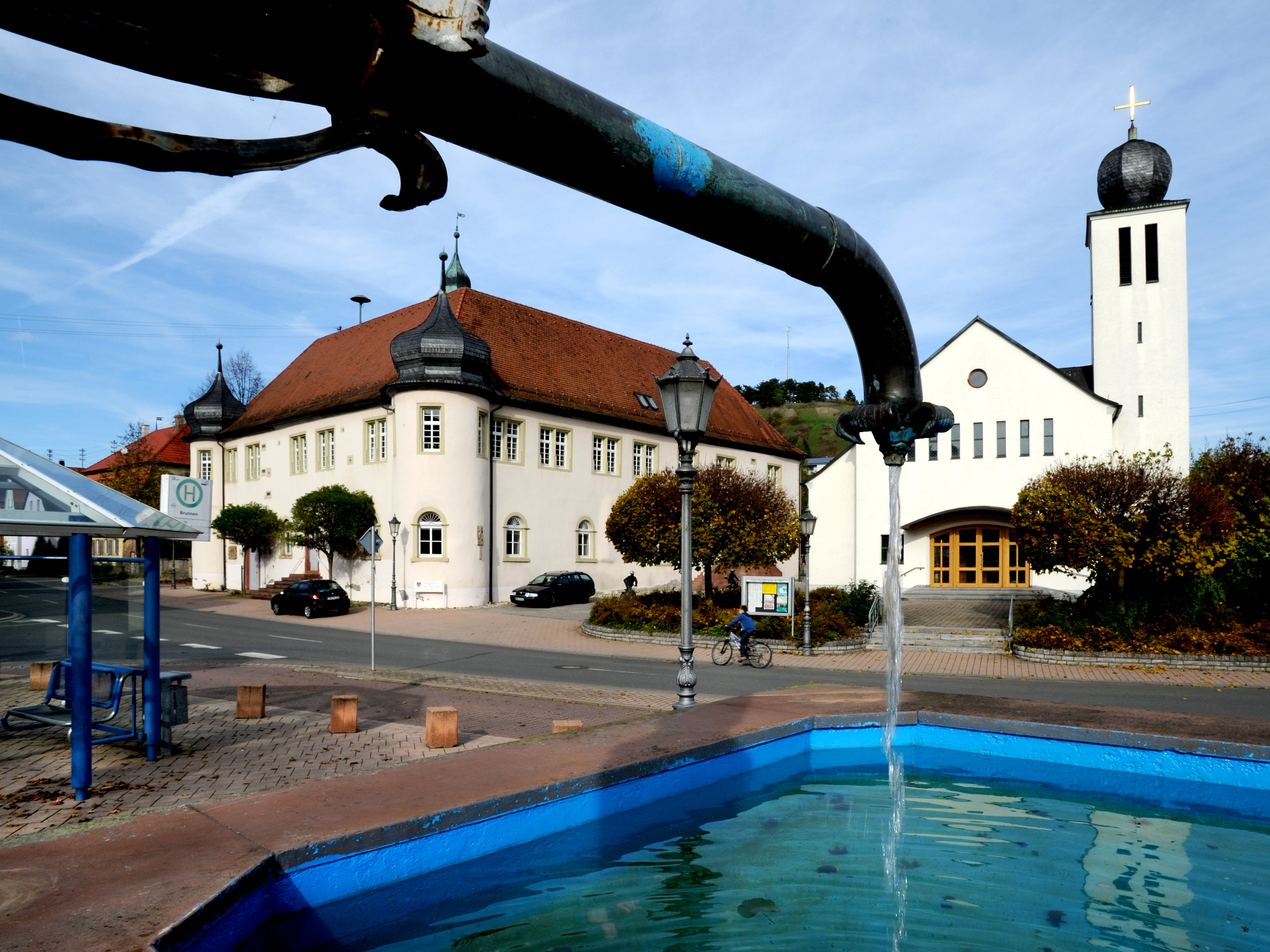
Schloss Unterschüpf und St. Kilian, Unterschüpfer Straße 13

- Uiffinger Straße – im Stadtteil Uiffingen, davor und danach als K 2837
- Umpferweg – im Stadtteil Schweigern
- Unterdorf – im Stadtteil Bobstadt (siehe auch: Oberdorf)
- Untere Gasse
- Untere Manggasse – im Stadtteil Schweigern (siehe auch: Mittlere Manggasse und Obere Manggasse)
- Untere Mauerstraße – im Stadtteil Oberschüpf (siehe auch: Obere Mauerstraße)
- Untere Weinsteige – im Stadtteil Oberschüpf
- Unteres Ried
- Unterschüpfer Straße – im Stadtteil Unterschüpf, davor und danach als L 579
- Ursbachweg – im Stadtteil Schweigern

## W
- Wannenweg

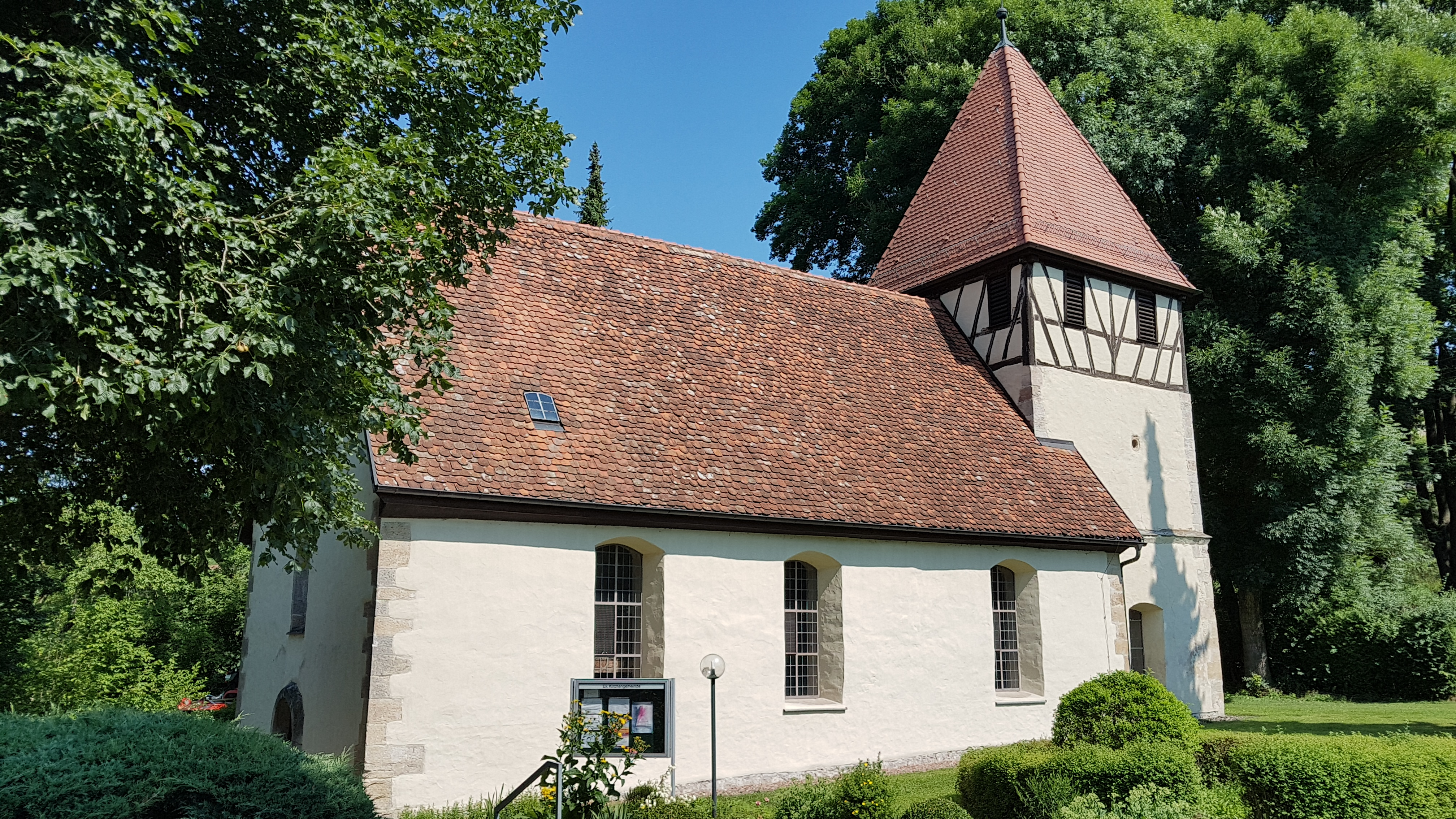
Evangelische Kirche Oberschüpf, Wehrstraße 25

- Wehrstraße – im Stadtteil Oberschüpf
- Weidenweg
- Weildorfweg – im Stadtteil Kupprichhausen
- Werner-von-Siemens-Straße – im Stadtteil Windischbuch, am Bosch Testgelände, benannt nach Werner von Siemens
- Wethgasse – im Stadtteil Schweigern
- Wirtsweg – im Stadtteil Angeltürn

## Z
- Zehntgasse – im Stadtteil Schweigern
- Zeilweg – im Stadtteil Oberschüpf
- Zentweg
- Ziegelhütte – im Stadtteil Schweigern
- Zum Pavillon – im Stadtteil Schweigern
- Zum Waldseilgarten
- Zur Wasserscheide – im Stadtteil Schwabhausen
- Zwinge – im Stadtteil Schweigern

## Rad- und Wanderwege
- Rund um Boxberg führen mehrere ausgebaute und markierte Wanderwege in abwechslungsreiche Mischwälder.
- Taubertalradweg, Der Sportive:
  - Etappe 3: Külsheim bis Boxberg
  - Etappe 4: Boxberg bis Niederstetten